# Župa (Tutin)
Pour les articles homonymes, voir Župa.
Župa (en serbe cyrillique : Жупа) est un village de Serbie situé dans la municipalité de Tutin, district de Raška. Au recensement de 2011, il comptait 657 habitants.

## Démographie

### Évolution historique de la population
| 1948 | 1953 | 1961 | 1971 | 1981 | 1991 | 2002 | 2011 |
| ---- | ---- | ---- | ---- | ---- | ---- | ---- | ---- |
| 279  | 252  | 261  | 328  | 350  | 274  | 344  | 657  |

|  |